# Sergueï Choubenkov
Sergueï Vladimirovitch Choubenkov (en russe : Сергей Владимирович Шубенков), né le 10 octobre 1990 à Barnaoul, est un athlète russe spécialiste du 110 mètres haies.
Il compte à son palmarès un titre de champion du monde, en 2015 à Pékin, deux titres de champion d'Europe, en 2012 et 2014, ainsi qu'un titre de champion d'Europe en salle, en 2013, sur 60 m haies. Il détient le record de Russie du 110 m haies en 12 s 92. En janvier 2021, il est contrôlé positif à un diurétique, un produit qui peut servir d'agent masquant, avant d'être blanchi par l'Unité d'intégrité de l'athlétisme.

## Biographie

### Débuts
Né en 1990 à Barnaoul, Sergueï Choubenkov est le fils de Natalia Choubenkova, médaillée d'argent de l'heptathlon lors des Championnats d'Europe de 1986. Il débute l'athlétisme à l'âge 14 ans, par le saut en longueur et les épreuves de sprint, mais il se spécialise peu après dans les disciplines de haies.
Pour sa première participation à un championnat continental, les Championnats d’Europe juniors de 2009, à Novi Sad en Serbie, Choubenkov décroche la médaille d'argent du 110 m haies derrière le Britannique Lawrence Clarke, dans le temps de 13 s 56. Troisième des championnats de Russie en 2010, il ne parvient pas à réaliser les minimas de qualification pour les championnats d'Europe de Barcelone. En 2011, Sergueï Choubenkov porte son record personnel sur 110 m haies à 13 s 46 à Yerino. Il participe peu après aux Championnats d’Europe espoirs d'Ostrava, en République tchèque, où il décroche le titre continental en 13 s 56, en devançant Balázs Baji et Lawrence Clarke. Sélectionné pour les Championnats du monde de Daegu, en Corée du Sud, le Russe est éliminé d'entrée en ne prenant que la sixième place du premier tour des séries du 110 m haies, en 13 s 70.

### Premier titre de champion d'Europe (2012)

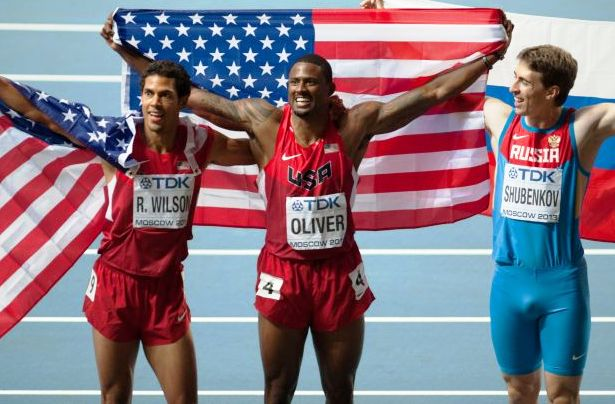
Sergueï Choubenkov (à droite) lors des Championnats du monde 2013.

En 2012, à Hérouville, Sergueï Choubenkov porte son record personnel en 13 s 18, améliorant de 2/100 le record de Russie détenu depuis la saison 1988 par Aleksandr Markin. Il participe fin juin aux Championnats d'Europe d'athlétisme 2012 d'Helsinki. Lors des demi-finales, il améliore son record personnel en 13 s 09 malgré un vent défavorable de 1,1 m/s. Il remporte quelques heures plus tard le titre continental du 110 m haies en 13 s 16 (+0,5 m/s), devant le Français Garfield Darien (13 s 20) et le Polonais Artur Noga (13 s 27), devenant à cette occasion le premier athlète russe titré au niveau continental dans une épreuves de haies hautes. Lors du meeting Herculis le 20 juillet 2012, il égale son record russe de 13 s 09, en terminant troisième de la course de la Ligue de diamant. Il participe aux Jeux olympiques de Londres arrivant avec des performances chronométriques lui donnant l'ambition d'entrer en finale. Alors qu'il avait établi le troisième meilleur temps de toutes les séries en 13 s 26, il rate complètement sa demi-finale en renversant plusieurs haies et terminant en 13 s 41.

### Première médaille mondiale (2013)
En mars 2013, Sergueï Choubenkov s'adjuge le titre du 60 m haies lors des Championnats d'Europe en salle de Göteborg, en établissant avec 7 s 49 un nouveau record personnel ainsi que la meilleure performance mondiale de l'année. Il devance l'Italien Paolo Dal Molin et le Français Pascal Martinot-Lagarde,. 
Lors de la saison en plein air, le Russe remporte les championnats d'Europe par équipes, à Gateshead, en 13 s 19, et se classe par ailleurs troisième des Universiades d'été à Kazan. 
Il participe en août 2013 aux championnats du monde de Moscou et réalise sa meilleure marque de l'année dès les séries en 13 s 16. Auteur du meilleur temps des demi-finales en 13 s 17, il accède à la finale et remporte la médaille de bronze en 13 s 24, derrière les Américains David Oliver et Ryan Wilson, devenant à cette occasion le premier athlète russe médaillé mondial dans cette épreuve.

### Deuxième titre de champion d'Europe (2014)
Vainqueur du 110 m haies des championnats d'Europe par équipes 2014, en 13 s 20, il conserve son titre européen à l'occasion des championnats d'Europe de Zurich, en remportant la finale en 13 s 19, devant William Sharman et Pascal Martinot-Lagarde. Vainqueur en fin de saison de la coupe continentale à Marrakech, il termine deuxième du classement général de la Ligue de diamant 2014, derrière Pascal Martinot-Lagarde.

### Champion du monde (2015)

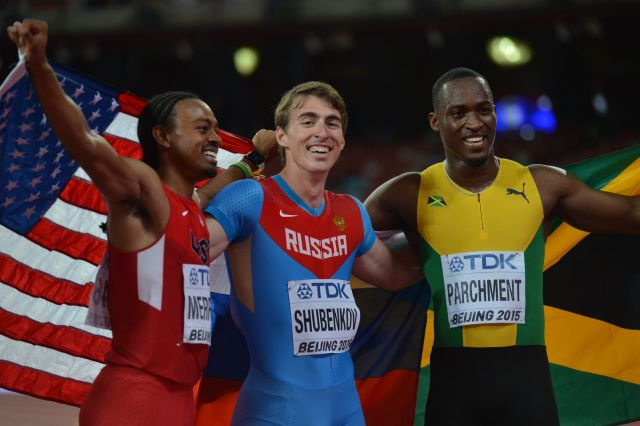
Choubenkov devient champion du monde en 2015, devant Hansle Parchment et Aries Merritt.

En 2015, lors des championnats d'Europe par équipes à Tcheboksary en Russie, Sergueï Choubenkov remporte l'épreuve du 110 m haies et signe son troisième succès consécutif dans cette compétition. Le 4 juillet, il se classe troisième du meeting Areva et porte le record national à 13 s 06. Le 28 août 2015, il remporte la médaille d'or des championnats du monde, à Pékin. En tête à la mi-course, il parvient à conserver son avance jusqu'à la ligne d'arrivée en établissant le temps de 12 s 98, améliorant son propre record de Russie et descendant pour la première fois de sa carrière sous les 13 secondes. Il devance le Jamaïcain Hansle Parchment et l'Américain Aries Merritt. Le 26 mai 2016, Choubenkov remporte les Championnats de Russie par équipes en 13 s 24, après avoir réalisé en série 13 s 38.
À la suite de la suspension de la Russie en novembre 2015 pour dopage d'État, Choubenkov a demandé à l'IAAF pour pouvoir participer aux compétitions internationales sous couleur neutre. Mariya Kuchina, Anzhelika Sidorova ou Elena Korobkina sont dans la même situation. Le 23 février 2017, les noms de 3 athlètes russes sont révélés par l'IAAF pour participer sous cette bannière, sur 9 cas examinés. Sergueï Choubenkov ne figure pas parmi ces 3 athlètes, mais son dossier n'a toujours pas été examiné.

### Retour en tant qu'athlète neutre (2017)
Le 11 avril 2017, l'IAAF annonce que Choubenkov et six autres athlètes sont ajoutés à la liste des athlètes autorisés à concourir sous statut neutre. Il pourra ainsi participer aux Championnats du monde de Londres et défendre son titre acquis en 2015. Attendu pour la Prefontaine Classic de Eugene le 27 mai, il ne participe pas au meeting à cause d'un problème de visa. Il effectue finalement sa rentrée le 8 juin à l'occasion du Golden Gala de Rome et se classe troisième de l'épreuve en 13 s 21.
Le 1er juillet, il établit en séries du Meeting de Paris son meilleur temps de la saison en 13 s 09, 2e meilleure performance mondiale de l'année égalée, puis réalise, le 4 juillet à Székesfehérvár, le temps de 13 s 01. Le 7 août, il devient vice-champion du monde aux mondiaux de Londres en 13 s 14, derrière le Jamaïcain Omar McLeod (13 s 04). 2e du Birmingham Grand Prix en 13 s 31, il remporte ensuite le Mémorial Hanžeković de Zagreb en 13 s 12 (+ 0,7 m/s) puis la finale de la ligue de diamant à Bruxelles en 13 s 14, pour remporter pour la première fois le trophée du circuit.

### Record de Russie et vice-champion d'Europe (2018)
Sergueï Choubenkov ouvre sa saison estivale 2018 par une 3e place au Shanghai Golden Grand Prix en 13 s 27 (+ 0,2 m/s). Il améliore ce temps lors du Prefontaine Classic de Eugene en 13 s 08, toutefois trop venté (+ 3,0 m/s), mais est tout de même battu par le champion du monde Omar McLeod.

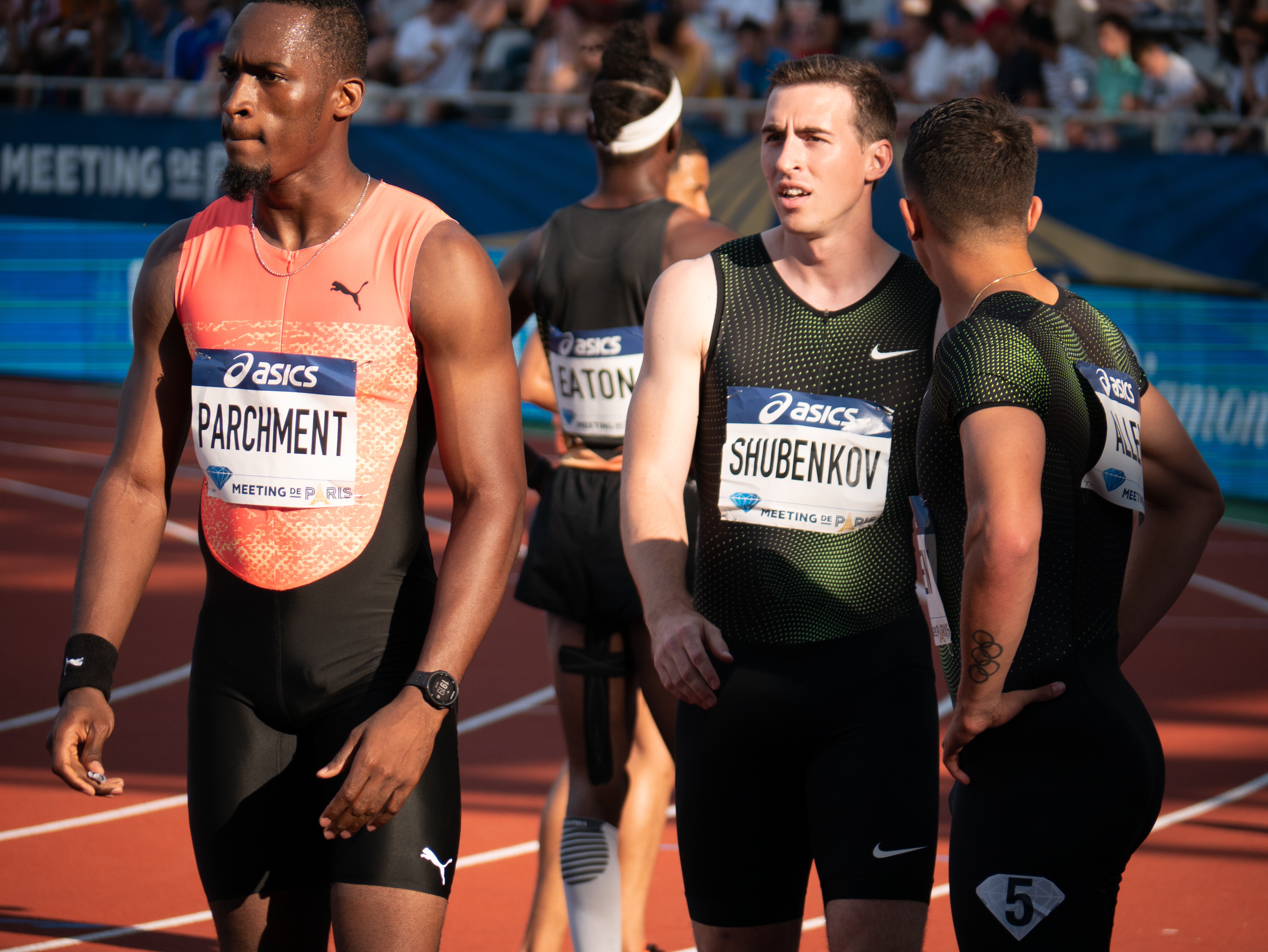
Hansle Parchment et Sergueï Choubenkov lors du Meeting de Paris 2018.

Le 29 mai, il remporte les Championnats de Russie par équipes à Smolensk en 13 s 35, puis confirme avec une importante série de victoires sur la tournée européenne : 13 s 23 à Hengelo, 13 s 18 à Turku, 13 s 25 à Chorzów et enfin 12 s 99 à Montreuil, le 19 juin, pour améliorer la meilleure performance mondiale de l'année, jusqu'ici de 13 s 15, et réaliser le second meilleur chrono de sa carrière derrière ses 12 s 98 de 2015. Onze jours plus tard, lors du Meeting de Paris, il réalise 13 s 05 en séries mais est disqualifié en finale pour faux-départ. Trois jours plus tard, le 2 juillet à Székesfehérvár, il surmonte sa déception en signant l'énorme chrono de 12 s 92, pour battre sa propre MPMA, son record de Russie et s'approcher à 1 centième du record d'Europe de Colin Jackson (12 s 91) datant de 1993. Il devient ainsi le 8e meilleur performeur mondial de l'histoire.
Le 5 juillet, il confirme son récent record personnel en s'imposant à l'Athletissima de Lausanne en 12 s 95 (+ 0,6 m/s), loin devant l'Américain Devon Allen (13 s 29) et le Français Pascal Martinot-Lagarde (13 s 30),. Le 20 juillet, il s'impose à Monaco en 13 s 07,.
Le 10 août, dans le stade olympique de Berlin pour la finale des championnats d'Europe, Sergueï Choubenkov décroche la médaille d'argent du 110 m haies en 13 s 17, battu de deux millièmes par le Français Pascal Martinot-Lagarde (13 s 17).
Aux championnats du monde 2019, à Doha, il remporte sa quatrième médaille mondiale consécutive avec une nouvelle médaille d'argent, derrière Grant Holloway.

### Contrôlé positif à un diurétique puis blanchi (2021)
Le 27 janvier 2021, des médias russes annoncent que Sergueï Choubenkov a été contrôlé positif en décembre 2020 au furosémide, un diurétique considéré comme un agent masquant. Le Russe risque une suspension de quatre ans, alors qu'il faisait jusque-là partie des rares athlètes russes autorisés à concourir sous bannière neutre aux différentes compétitions internationales, depuis la suspension de la Fédération russe en 2015. L'athlète réagit sur son compte Instagram en démentant avoir été contrôlé positif à un diurétique, assurant que cette information était une "calomnie". Finalement, le 22 juin, Choubenkov est blanchi par l'Unité d'intégrité de l'athlétisme (AIU), qui reconnaît une « ingestion non intentionnelle » de la substance interdite. Cette dernière avait en fait été prescrite au fils de trois mois de Choubenkov, ce qui expliquait selon ce dernier le test positif. Quelques jours plus tard, il est intégré à la liste des athlètes russes pouvant s'aligner sur la scène internationale sous bannière neutre, ce qui l'autorise de facto à participer aux Jeux Olympiques de Tokyo. 

## Vie privée
Il est le fils de l’heptathlonienne Natalia Choubenkova, vice-championne d'Europe 1986 et 4e des Jeux olympiques de 1988. Elle est la 11e meilleure performeuse mondiale de tous les temps.

## Palmarès
| Date                               | Compétition                       | Lieu                   | Résultat               | Épreuve                | Temps                  |
| Représentant la Russie             | Représentant la Russie            | Représentant la Russie | Représentant la Russie | Représentant la Russie | Représentant la Russie |
| ---------------------------------- | --------------------------------- | ---------------------- | ---------------------- | ---------------------- | ---------------------- |
| 2009                               | Championnats d’Europe juniors     | Novi Sad               | 2e                     | 110 m haies            | 13 s 40                |
| 2011                               | Championnats d’Europe espoirs     | Ostrava                | 1er                    | 110 m haies            | 13 s 56                |
| 2012                               | Championnats d'Europe             | Helsinki               | 1er                    | 110 m haies            | 13 s 16                |
| 2013                               | Championnats d'Europe en salle    | Göteborg               | 1er                    | 60 m haies             | 7 s 49                 |
| 2013                               | Championnats d'Europe par équipes | Gateshead              | 1er                    | 110 m haies            | 13 s 19                |
| 2013                               | Universiade                       | Kazan                  | 3e                     | 110 m haies            | 13 s 47                |
| 2013                               | Championnats du monde             | Moscou                 | 3e                     | 110 m haies            | 13 s 24                |
| 2014                               | Championnats d'Europe par équipes | Brunswick              | 1er                    | 110 m haies            | 13 s 20                |
| 2014                               | Championnats d'Europe             | Zurich                 | 1er                    | 110 m haies            | 13 s 19                |
| 2014                               | Coupe continentale                | Marrakech              | 1er                    | 110 m haies            | 13 s 23                |
| 2015                               | Championnats d'Europe par équipes | Tcheboksary            | 1er                    | 110 m haies            | 13 s 22                |
| 2015                               | Championnats du monde             | Pékin                  | 1er                    | 110 m haies            | 12 s 98                |
| 2015                               | DécaNation                        | Paris                  | 1er                    | 110 m haies            | 13 s 20                |
| 2015                               | Jeux mondiaux militaires          | Mungyeong              | 1er                    | 110 m haies            | 13 s 43                |
| En tant qu'athlète neutre autorisé |                                   |                        |                        |                        |                        |
| 2017                               | Championnats du monde             | Londres                | 2e                     | 110 m haies            | 13 s 14                |
| 2017                               | Ligue de diamant                  | Ligue de diamant       | 1er                    | 110 m haies            | 13 s 14                |
| 2018                               | Championnats d'Europe             | Berlin                 | 2e                     | 110 m haies            | 13 s 17                |
| 2018                               | Ligue de diamant                  | Ligue de diamant       | 1er                    | 110 m haies            | 12 s 97                |
| 2018                               | Coupe continentale                | Ostrava                | 1er                    | 110 m haies            | 13 s 03                |
| 2019                               | Ligue de diamant                  | Ligue de diamant       | 3e                     | 110 m haies            | 13 s 33                |
| 2019                               | Championnats du monde             | Doha                   | 2e                     | 110 m haies            | 13 s 15                |
| 2019                               | Jeux mondiaux militaires          | Wuhan                  | 1er                    | 110 m haies            | 13 s 40                |

## Records
| Épreuve          | Temps        | Lieu           | Date           |
| ---------------- | ------------ | -------------- | -------------- |
| 60 mètres haies  | 7 s 49       | Göteborg       | 1er mars 2013  |
| 110 mètres haies | 12 s 92 (NR) | Székesfehérvár | 2 juillet 2018 |